# Мухаммад ибн Сури
Мухаммад ибн Сури (перс. محمد من اوری‎‎) — был маликом из династии Гуридов с X века по 1011 год. Во время своего правления он потерпел поражение от газневидского султана Махмуда Газневи и его владения были завоеваны. Согласно Минхадж-ас-Сираджу, Мухаммад был схвачен Махмудом, взят в плен вместе со своим сыном и доставлен в Газни, где тот умер, отравившись.
Впоследствии все население Гуристана (так называли регион Гур) было обучено предписаниям ислама и обращено из буддизма Махаяны в мусульманскую веру. Его потомок, султан Шихаб ад-Дин Мухаммад Гури позже сверг и уничтожил династию Газневидов в 1186 году и завоевал их последнюю столицу в Лахоре.

## История
О жизни Мухаммада ибн Сури мало что известно, как и всё население Гура, он являлся буддистом, но носил мусульманское имя. У него было два сына, Абу Али и Шит. Регионом Гур управлял предшественник (отец) Мухаммада, малик по имени Амир Сури, и во времена его правления население еще не было обращено в ислам. Мухаммаду пришлось столкнуться в схватке с Махмудом Газневи, после которого его самого отравили в плену, а его преемник Абу Али был обращён в ислам:
 Его сын Мухаммад, на которого напал Махмуд Газневи, также упоминается в «Раузат аль-Сафа» как язычник, несмотря на свое имя, а Аль-Утби называет его буддистом. Махмуд захватил его крепость в 1009 и увел вождя в плен, где, как говорят, он отравился. Его сын Абу Али ибн Мухаммад был поставлен на его место Махмудом, без сомнения, принял ислам и, как говорят, построил мечети. Тем не менее он был схвачен и заключен в тюрьму своим племянником Аббасом ибн Шитом после того, как Масуд унаследовал трон Газны.